# Московская конференция (1942)
Вторая Московская конференция — пятая по счёту и вторая из четырёх московских конференций стран антигитлеровской коалиции, проходившая с 12 по 17 августа 1942 года. США представлял Аверелл Гарриман, специальный представитель президента США в Великобритании и СССР, Великобританию — Уинстон Черчилль, СССР — Иосиф Сталин.

## Предшествующие события
Тридцатого июля 1942 года премьер-министр Великобритании У. Черчилль получил сообщение от британского посла в СССР cэра А.К. Керра, в котором – помимо прочего – говорилось:

Несмотря на утверждения Молотова о точной передаче им советскому правительству всего, что было сказано ему в Лондоне и передано в письменном виде… в настоящее время складывается впечатление, что ему не удалось в полной мере донести до Сталина мнение премьер-министра.
Оригинальный текст (англ.)Although Molotov professes to have passed on faithfully to the Soviet Government all that was said to him in London and given him in writing...it now looks as if he had to some extent failed to interpret to Stalin the mind of the Prime Minister.

По мнению А.К. Керра, в такой ситуации становилась желательной личная встреча Черчилля со Сталиным. Черчилль охотно согласился с этим и предложил Сталину встречу в Астрахани или в «другом подобном подходящем для этого месте», до которого Черчилль смог бы добраться через Каир. Сталин ответил официальным приглашением встретиться, в котором говорилось, что единственным подходящим местом для встречи является Москва, поскольку как он сам, так и его ближайшие подчиненные не считают возможным покинуть столицу во время «напряженной борьбы».
Несмотря на соответствовавшее его возрасту (65 лет) состояние здоровья, Черчилль, в компании с сотрудником британского МИДа А. Кадоганом, который должен был сопровождать его на запланированную встречу, совершил пробный полет на большой высоте с использованием кислородной маски, после которого было вынесено заключение о его способности совершить длительный высотный перелет.
Черчилль вылетел на встречу со Сталиным на бомбардировщике Liberator (бортовой номер AL504) вскоре после полуночи 1 августа 1942 года. Сделав остановки для отдыха и решения некоторых вопросов в Гибралтаре, Каире и Тегеране, он вылетел из Тегерана в Москву 12 августа, прибыв в столицу СССР в 17:00 после более чем десятичасового перелета.
После прибытия Черчилль и Гарриман, встреченные Молотовым и Шапошниковым, осмотрели строй почетного караула и – после короткого выступления Черчилля – отбыли к местам своего размещения (госдача № 7 и посольство США соответственно). Черчилль следующим образом изложил свое впечатление от госдачи: «Все было приготовлено с расточительностью, свойственной тоталитарной системе (англ. totalitarian lavishness)».

## Ход конференции
Премьер-министр Великобритании Уинстон Черчилль впервые посетил СССР, отправляясь на эту конференцию. Помимо Черчилля в состав британской делегации входили Алан Брук, начальник Имперского Генерального штаба, генерал Арчибальд Уэйвелл, Артур Теддер, верховный главнокомандующий Королевскими ВВС Великобритании и Александр Кадоган, постоянный заместитель министра иностранных дел Великобритании. С советской стороны в переговорах также участвовали Вячеслав Молотов, нарком иностранных дел СССР, и маршал Климент Ворошилов.
12 августа
Первая встреча делегатов со Сталиным состоялась вечером первого дня конференции и длилась до 22:40. Встреча состоялась в очень узком кругу, помимо Сталина на ней присутствовали лишь Черчилль, Керр, Гарриман и военный переводчик из английского посольства (майор Чарльз Данлоп). Это было вызвано тем, что другой самолет, в котором летела остальная часть делегатов, после вылета был вынужден вернуться в Тегеран по техническим причинам.
Согласно отчету, отправленному Черчиллем в Лондон, первые два часа встречи были «унылыми и мрачными». Сталин сообщил о серьезных проблемах на фронте и о том, что немцы прилагают «колоссальные усилия к тому, чтобы захватить Баку и Сталинград». Разговор перешел к возможности открытия в 1942 году «второго фронта», на который СССР возлагал большие надежды, и о котором Сталин с настойчивостью говорил Союзникам уже несколько месяцев. В первый же день Черчилль заявил об отказе открытия "второго фронта" в Европе в 1942 году. Он сообщил Сталину (по мнению некоторых источников – «извиняющимся тоном»), что по результатам всестороннего изучения этого вопроса английскими и американскими специалистами, Союзники пришли к выводу о своей неспособности начать высадку на другом берегу Ла-Манша в сентябре 1942 года. Вместо этого велась подготовка к высадке 48 дивизий в 1943 году. Однако – добавил Черчилль – когда в 1943 году все будет готово к высадке, немцы, вполне вероятно, смогут противопоставить десанту превосходящую по численности группировку своих войск. После этих слов – согласно протокольным записям – Сталин «нахмурился так, что по его лицу пошли глубокие морщины» (Stalin’s face crumpled into a frown).
В ходе дальнейшего разговора относительно открытия «второго фронта» Сталин сказал, что англичанам «не стоит так бояться немцев». Затем он спросил: «Почему вы [англичане] так их боитесь?» В ответ на это Черчилль напомнил о событиях 1940 года и об отказе немцев от собственных планов нападения через Ла-Манш, сказав, что Гитлер «побоялся провести эту операцию». Сталин выразил свое несогласие, однако не стал возражать против того, что детали такой операции должны обсуждаться между соответствующими генералами.
Черчилль перешел к теме бомбардировок Германии, сказав, что «если это будет  необходимо, мы надеемся разрушить в ходе войны почти каждый жилой дом в почти каждом большом немецком городе» (If need be, as the war went on, we hoped to shatter almost every dwelling in almost every German city). После этого настроение Сталина улучшилось, и Черчилль снова стал говорить о «втором фронте». Он рассказал Сталину о замыслах Союзников провести другую операцию, поскольку Франция была вовсе не единственным местом, где можно было атаковать. Сказав о том, что он уполномочен Рузвельтом поделиться этим секретом со Сталиным – после чего, согласно протокольным записям, Сталин «выпрямил спину и усмехнулся» (Mr. Stalin sat up and grinned) – Черчилль довольно подробно описал детали планируемой высадки во французской Северной Африке (Операция «Факел»), добавив, что ее проведение может открыть возможность морских поставок в СССР через Средиземное и Черное моря. По заверению премьер-министра Великобритании вся Северная Африка, «мягкое подбрюшье гитлеровской Европы» по его выражению, к концу 1942 году должна была перейти под контроль британо-американских сил. Выслушав Черчилля, Сталин выразил надежду на Божью помощь в успешном проведении этой операции (прямая речь в английской протокольной записи – «May God help this enterprise to succeed»).
Также на первой встрече Сталин высказывал претензии в адрес Великобритании, касающиеся срывов поставок из этой державы и США. На что Черчилль указывал на гарантию поставок грузов в британские порты, а не в советские, что было вызвано атаками немецких подлодок и авиации на северные конвои, курсирующие между двумя союзными державами.
По результатам первой встречи Черчилль отправил своему заместителю (лидеру лейбористской партии) К. Эттли следующее сообщение: «Он [Сталин] узнал самые плохие новости, и мы расстались с доброжелательным настроением» (He [Stalin] knows the worst, and we parted in an atmosphere of goodwill).
13 августа
Второй день конференции начался для Черчилля встречей в Кремле с Наркомом Иностранных Дел В. Молотовым, на которой Черчилль проинформировал Молотова о планировании Союзниками военных действий в Западной Европе (отмененные операции «Молот» и «Облава»; действующая операция «Болеро», заключавшаяся в постепенном накоплении американских сил на территории Великобритании). Речь также зашла о предстоящей в ближайшее время операции «Факел» и о возможности проведения операции «Юпитер» (планировавшаяся высадка союзников в Норвегии). Согласно телеграфному сообщению Черчилля в Лондон «Он [Молотов] выслушал вежливо, но не сказал ни слова». Перед самым своим уходом Черчилль повернулся к Молотову и сказал: «Сталин сделает большую ошибку, если грубо обойдется с нами, когда мы уже прошли такую часть пути» (Stalin will make a great mistake to treat us roughly when we have come so far). На что Молотов ответил: «Сталин очень мудрый человек. Можете быть уверены, что как бы он ни спорил, он все понимает. Я передам ему ваши слова».
В 17:00 прибыл самолет с остальной частью британской делегации, присоединившейся к Черчиллю на его второй встрече со Сталиным, начавшейся в 23:00. Сталин открыл встречу чтением меморандума, в котором жестко критиковался отказ от открытия «второго фронта» в 1942 году. Черчилль выслушал перевод и сказал, что даст письменный ответ, добавив, однако, что Великобритания и США уже приняли решение о курсе своих действий, и что все высказанные упрёки являются напрасными. После этого Сталин нелицеприятно высказался о предпринимаемых Великобританией усилиях в военной сфере: «Вы, британцы, боитесь воевать. Не следует думать, что немцы – супермены. Рано или поздно вам придётся воевать. Нельзя выиграть войну, не сражаясь» (You British are afraid of fighting. You should not think the Germans are supermen. You will have to fight sooner or later. You cannot win a war without fighting). После этой тирады Гарриман передал Черчиллю записку с призывом не воспринимать слова Сталина всерьез, поскольку тот точно так же вел себя и на первой конференции.
Черчилль попросил пригласить в комнату полковника Яна Джейкоба (помощника военного министра), чтобы тот записал его слова, и выразил «свою разочарованность тем, что Сталин – со всей очевидностью – не верит в искренность того, что он говорит, а также не верит в искренность его мотивов». Затем эта ремарка переросла в то, что Гарриман потом назвал самой блестящей из речей Черчилля, произнесенных им за время войны. Даже переводчик был настолько увлечен этой речью, что отложил карандаш и перестал делать записи. Черчилль и сам так увлекся, что перестал делать паузы, и майор Данлоп просто не имел возможности переводить. Оставшись без перевода большей части речи, Сталин рассмеялся и сказал: «Ваши слова не важны, настрой – вот, что главное» (Your words are not important, what is vital is the spirit).
Черчилль сказал Данлопу взять сделанные Джейкобом записи и максимально точно передать Сталину их содержание. Свои впечатления от второго дня конференции Черчилль описал Эттли следующим образом: «Я без обиняков и полностью опроверг все его утверждения, не допуская какой-либо иронии. Полагаю, что он не привык, когда ему постоянно противоречат, однако он совсем не разозлился и даже нисколько не оживился. По одному поводу я сказал, что извиняю его слова только по причине храбрости, продемонстрированной русскими войсками" (I repulsed all his contentions squarely but without taunts of any kind. I suppose he is not used to being contradicted repeatedly but he did not become at all angry or even animated. On one occasion I said, "I pardon that remark only on account of the bravery of the Russian troops).
14 августа
Третья встреча со Сталиным состоялась в 21:00. Прибывшие в Кремль Черчилль и его спутники оказались на ужине, на котором присутствовало около 100 человек. Вскоре после того, как гости заняли свои места Молотов поднял тост за здоровье Черчилля. Черчилль ответил тостом за здоровье Сталина, а тот – тостом за здоровье Рузвельта и Гарримана. Во время ужина у Черчилля не было возможности поговорить со Сталиным.
Примерно через четыре часа Сталин пригласил Черчилля в соседнюю комнату на кофе и ликер. Там же они были сфотографированы, сначала вместе, а потом – с Гарриманом. Сталин предложил посмотреть кино, от чего Черчилль отказался, сославшись на усталость. Пожав руку Сталину, Черчилль пошел к выходу. Сталин заторопился вслед за своим гостем и проводил его через кремлёвские залы до входной двери, где они еще раз обменялись рукопожатием. Английский посол К. Керр так описал это в своем сообщении Идену: «Эта долгая прогулка или, скорее, бег трусцой – поскольку он [Сталин] должен был прибавить шаг, чтобы не отстать от г-на Черчилля – является, насколько я понимаю, беспрецедентной в истории советского Кремля с той поры, как мы стали иметь с ним дело» (This long walk, or rather trot, for he [Stalin] had to be brisk in order to keep pace with Mr. Churchill, is, I understand, without precedent in the history of the Soviet Kremlin in so far as we have impinged upon it.)
15 августа
В 09:00 Черчилль вызвал к себе полковника Джейкоба, чтобы обсудить с ним довольно бурный разговор со Сталиным, имевший место 13 августа. Черчилль склонялся к тому, чтобы изменить свое мнение об этом инциденте. Он полагал, что «наверное, Сталин не хотел так сильно его оскорбить, как он подумал вначале» (Stalin had perhaps not meant to be as insulting as he [Churchill] first thought). Джейкоб рекомендовал встретиться со Сталиным еще раз, с глазу на глаз. Ввиду важности этой встречи и поскольку квалификация майора Данлопа, как переводчика, оказалась недостаточной, Джейкоб посоветовал Черчиллю взять с собой члена английской военной миссии майора Артура Хьюберта Бирса, родившегося в Санкт-Петербурге в 1891 году и свободно владевшего русским языком, поскольку он получил школьное образование в России и покинул страну только после Октябрьской революции.
Сопровождаемый майором Бирсом Черчилль приехал в Кремль незадолго до 19:00 и был препровожден в большой зал совещаний, в котором находились Сталин и его переводчик Владимир Павлов. Поблагодарив Сталина «за всю проявленную любезность и гостеприимство», Черчилль сказал: «Я понимал, что то, что я должен был сказать об открытии «второго фронта», будет очень болезненно воспринято нашими русскими друзьями, поэтому я счел своим долгом лично приехать сюда для встречи с Вами, премьер Сталин, что – сравнительно с передачей через нашего посла или с обменом телеграммами – было бы более дружески и подтвердило бы искренность моих чувств» (I realised that what I had to say about the opening of a second front would be very painful to our Russian friends and so I thought it would be my duty to come myself to see you, Premier Stalin - that it would be more friendly and proof of my sincere feelings if I came myself - rather than communicate through our Ambassador or by exchange of telegrams.)
Сталин ответил, что «личный обмен мнениями имел самое большое значение» и что «факт нашей встречи имеет очень большую ценность». Признав наличие некоторых разногласий, Сталин охарактеризовал встречу с Черчиллем как «подготовку почвы для соглашения в будущем». После этого речь зашла о накоплении американских сил на территории Великобритании и об операции «Факел», польза от которой для СССР – по признанию Черчилля – будет «косвенной». Также Черчилль рассказал о планируемой «разведке боем», под чем подразумевалась запланированная на 19 августа высадка в Дьепе. По словам Черчилля, в ней должно было быть  задействовано около 8 000 человек и 50 танков. Сталин, в свою очередь, рассказал Черчиллю о положении на фронте, а также ознакомил его с планами обороны Кавказа и блокирования продвижения немцев к нефтяным месторождениям Баку. В последовавшей телеграмме на имя Эттли Черчилль писал, что, по его ощущениям, вероятность удержания советскими войсками Кавказа составляла 50%, в то время как генерал Брук не был так оптимистичен.
Вскоре после этого Черчилль поднялся с намерением закончить встречу, поскольку у него был запланирован ужин с генералом В. Андерсом. Сталин спросил, когда они встретятся в следующий раз. Черчилль сообщил, что он собирается уезжать завтра с рассветом. Услышав это, Сталин предложил переместиться в его кремлёвскую квартиру и «немного выпить». Черчилль согласился и проследовал за Сталиным в его квартиру, которую Черчилль впоследствии описал, как «четырехкомнатную, умеренных размеров, обставленную просто и с достоинством» (of moderate size, simple, dignified, and four in number). В квартире к ним присоединились дочь Сталина Светлана и Молотов. Когда Черчилль понял, что его пригласили на ужин, он отправил Бирса к телефону, чтобы уведомить об этом Андерса. Ужин продолжался до 02:30 следующего дня [16 августа]. Застольная беседа перескакивала с поставки грузовиков для Красной Армии на наполеоновские войны, герцога Мальборо и коллективизацию советского сельского хозяйства. Примерно в 01:00 прибыл А. Кадоган с проектом коммюнике по итогам конференции. В это время подали молочного поросенка. Кадоган отклонил предложение Сталина присоединиться, и Сталин съел поросенка в одиночку. В письме лорду Галифаксу Кадоган так описывал этот ужин: «Там я нашел Уинстона со Сталиным и с присоединившимся к ним Молотовым. Они сидели за обильно накрытым столом, уставленным разнообразной едой с молочным поросенком в виде главного блюда и бессчетным количеством бутылок. То, что Сталин заставил меня выпить, было довольно варварским на вкус. Уинстон, который к тому времени жаловался на легкую головную боль, мудро ограничивался сравнительно безобидным кавказским шипучим красным вином. Все выглядели веселыми, как на свадьбе» (There I found Winston and Stalin, and Molotov who has joined them, sitting with a heavily-laden board between them: food of all kinds crowned by a sucking pig, and innumerable bottles. What Stalin made me drink seemed pretty savage: Winston, who by that time was complaining of a slight headache, seemed wisely to be confining himself to a comparatively innocuous effervescent Caucasian red wine. Everyone seemed to be as merry as a marriage bell).
Затем Сталин вышел в соседнюю комнату для ознакомления с ситуацией на фронте. Когда Сталин вернулся, примерно в 02:30, был согласован окончательный текст коммюнике, после чего Черчилль – с раскалывающейся, по его словам головой, что для него было довольно необычно – отправился на предоставленную ему дачу.
16 августа
Делегаты конференции прибыли в аэропорт в 05:00 в сопровождении В. Молотова. По завершении соответствующих церемоний, включая исполнение "Интернационала", "Боже, храни Короля" и "Звездного знамени", делегаты вылетели из Москвы на четырех бомбардировщиках Liberator.

## Результат конференции
Основной целью Союзников на данной конференции было личное информирование Сталина о том, что "второй фронт" в 1942 году открыт не будет, с одновременным получением от него заверений в том, что СССР не будет заключать сепаратный мир с Германией. Одним из положительных последствий переговоров было установление личного контакта между Сталиным и Черчиллем. В целом, конференция проходила в дружественной атмосфере и ослабила взаимную подозрительность в отношениях между СССР и Великобританией. В номере от 18 августа газета The Times охарактеризовала конференцию, как прошедшую "в атмосфере сердечности и полной искренности". По завершении конференции Черчилль телеграфировал К. Эттли следующее: "В целом, я определенно воодушевлен своим визитом в Москву. Уверен, что если бы сообщенная мною лично разочаровывающая новость была бы передана любым другим образом, то это привело бы к очень серьезному охлаждению наших отношений" (On the whole I am definitely encouraged by my visit to Moscow. I am sure that the disappointing news I brought could not have been imparted except by me personally without leading to a really serious drifting apart). На конференции также рассматривался вопрос о возможности встречи глав всей «Большой тройки», но не был окончательно решён.